# Barbella
Barbella là một chi rêu trong họ Meteoriaceae.